# Trescore Balneario

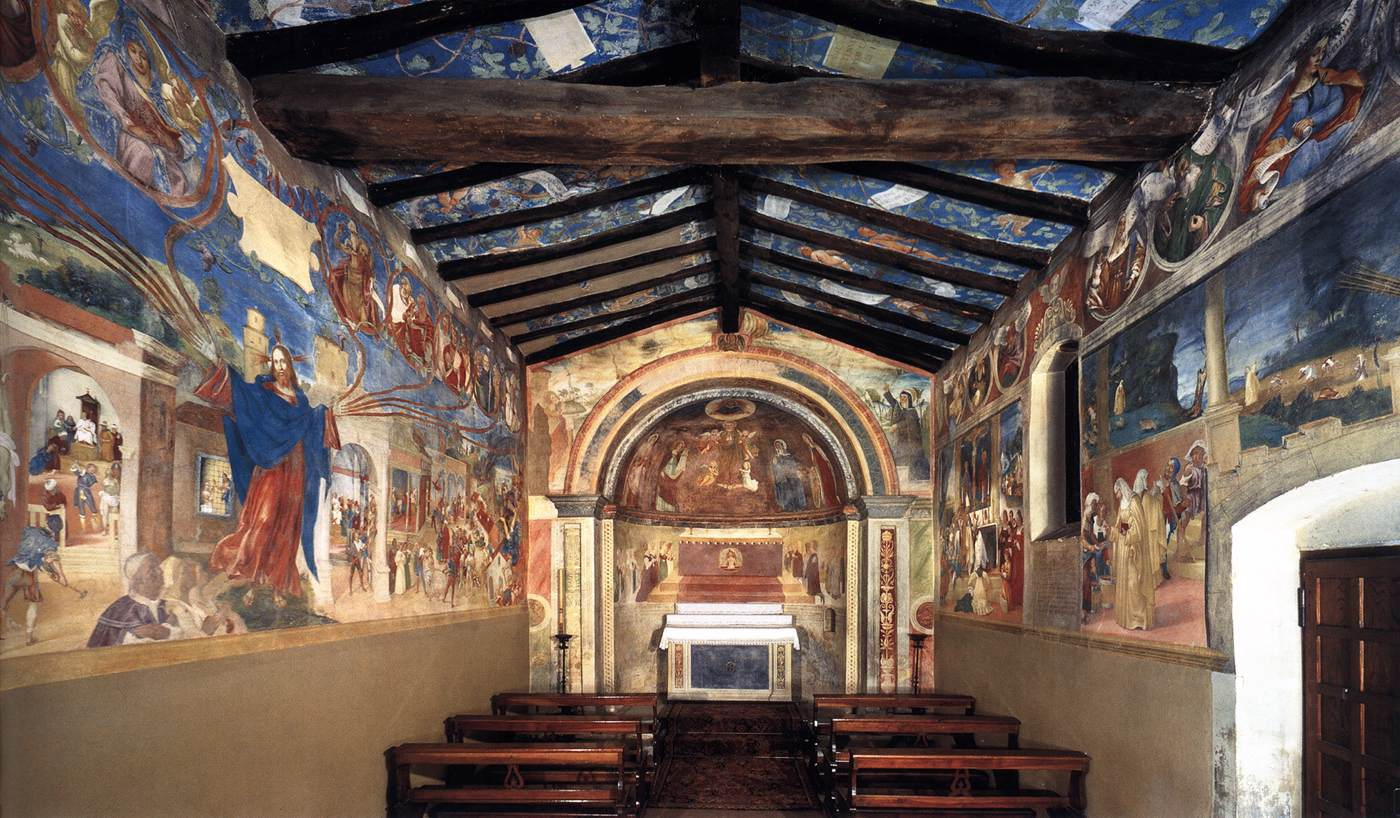
Oratorium der Villa Suardi mit Fresken von Lorenzo Lotto, 1523–24

Trescore Balneario ist eine Gemeinde (comune) in der Provinz Bergamo, Region Lombardei, im nördlichen Italien.

## Geschichte
Die Stadt wurde urkundlich das erste Mal im Jahre 996 erwähnt.
Für die Bäder war die Gegend bereits in der römischen Antike bekannt, die warmen Quellen wurden durch Bartolomeo Colleoni ausgebaut und sind auch noch heute in Benutzung. Balneario steht in der italienischen Sprache für Bäder.

## Sehenswürdigkeiten
- Aus dem 13. Jahrhundert ist der Torre Suardi (Suardi-Turm) noch erhalten geblieben.
- Die neoklassizistische Kathedrale enthält Malereien der Venezianer Künstler Antonio Balestra und Sebastiano Ricci.
- Die Villa Suardi an der Staatsstraße vom Tonale trägt Fresken von Lorenzo Lotto aus dem Jahre 1524, die die Geschichten der Heiligen Barbara und der Heiligen Brigida darstellen.
- In der Nähe befindet sich auch die Villa Terzi, die ein bemerkenswertes Beispiel für Anwesen des 18. Jahrhunderts im nördlichen Italien darstellt.

## Gemeindepartnerschaften
Trescore Balneario unterhält Partnerschaften mit der spanischen Gemeinde Zuera und mit der tschechischen Stadt Čelákovice.

## Söhne und Töchter
- Bortolo Mutti (* 1954), Fußballspieler und -trainer
- Gabriele Ferdinando Bentoglio (* 1962), katholischer Priester
- Giancarlo Bergamelli (* 1974), Skirennläufer
- Cristian Zenoni (* 1977), Fußballspieler
- Damiano Zenoni (* 1977), Fußballspieler
- Lorenzo Gritti (* 1985), Grasskiläufer
- Marcello Puglisi (* 1986), Automobilrennfahrer
- Valentina Giacinti (* 1994), Fußballspielerin